# Toura, Benin
Toura är ett arrondissement i kommunen Banikoara i Benin. Den hade 13 110 invånare år 2002.